# Peavey 5150
Der Peavey 5150 ist ein Gitarrenverstärker und wurde in Zusammenarbeit zwischen der Firma Peavey und Eddie Van Halen entwickelt. Teil dieser Serie sind das 120-W-Topteil in 2 Versionen (5150 Mk I und 5150 Mk II), ein Combo und 2 verschiedene 4X12-Boxen.
Der 5150 ist ein 2-Kanal-Röhrenverstärker mit 120 W. Gesteuert werden kann der Verstärker mit einem Fußschalter, mit dessen Hilfe zwischen den beiden Kanälen gewechselt und der Effektweg ein- und ausgeschaltet werden kann.
Nach Ablauf des Endorsement-Vertrages mit Eddie van Halen durfte Peavey den 5150 nicht mehr unter diesem Namen verkaufen. Als Nachfolger gilt der 6505, welcher baugleich mit der 5150-Serie ist.

## Technische Daten

### 5150 Mk I
- 120 Watt RMS an 16, 8 oder 4 Ohm
- Fünf 12AX7-Vorstufenröhren
- Vier 6L6GC-Endstufenröhren
- High- und Low-Gain-Input
- 2-Kanal-Vorstufe umschaltbar am Frontpanel oder per Fußschalter
- Rhythmus-Kanal: pre & post gain, bright-/crunch-Schalter
- Lead-Kanal: pre & post gain
- Gemeinsame 3-Band-Equalizer für beide Kanäle
- Umschaltbarer Effektweg hinter dem Equalizer
- Vorstufen-Output

- Gewicht: 21,7 kg

### 5150 Mk II
- 120 Watt RMS an 16, 8 oder 4 Ohm
- Sechs 12AX7-Vorstufenröhren
- Vier 6L6-Endstufenröhren
- umschaltbarer Lead-/Rhythmus-Kanal und Effektweg
- 3-Band-Equalizer, Resonanz- und Kompressions-Kontrolle für jeden Kanal
- Rhythmus-Kanal: pre & post gain
- bright-/crunch-Schalter
- Lead Kanal: pre & post gain
- Vorstufen-Output

- Gewicht: 21,9 kg

### 5150 Combo
- 60 Watt RMS
- Fünf 12AX7-Vorstufenröhren
- Zwei 6L6-Endstufenröhren
- Kanalwechsel per Fußschalter
- 3-Band-Equalizer, Resonanz- und Kompressions-Kontrolle
- Rhythmus-Kanal: pre & post gain, bright-/crunch-Schalter
- Lead-Kanal: pre & post gain
- Reverb (Federhall)
- Zwei Sheffield-1200-12-Inch-Lautsprecher
- Geschlossene Konstruktion

- Gewicht: 38,3 kg